# Дуб Суханових
Дуб Суханових — ботанічна пам'ятка природи місцевого значення в Україні. Розташована в межах Сумського району Сумської області, у центрі с. Новосуханове. 
Площа - 0,04 га. Статус присвоєно згідно з рішенням Сумської обласної ради від 09.07.2009 року. Перебуває у віданні: Новосуханівська сільська рада. 
Статус присвоєно для збереження унікального за віком та параметрами дерева дуба звичайного (вік – близько 250 років, висота – 24 м, обхват – 4 м). За переказами, дуб пов'язаний з родиною місцевих благодійників і меценатів 
Суханових.